# شافي روح
شافي روح قرية تتبع ناحية قرى مركز بانياس في منطقة بانياس التابعة لمحافظة طرطوس في سوريا.
تبعد القرية عن مدينة بانياس نحو 7 كم وعن مدينة جبلة نحو 18 كم. وتحيط بها مجموعة من القرى، فتقع بستان الحمام والغرزية جنوبًا، والجويبات وسربيون شمالًا، ودوير بعبدة إلى الشمال الشرقي، وبلفونس وأبتلة ودير البشل غربًا، وحرف الساري ونعمو الجرد شرقًا.

## الاقتصاد
يعمل معظم أهل القرية في الأعمال الحرة، ولا سيما مواد البناء. كما يعمل البعض في زراعة محاصيل مثل التبغ والزيتون.

## المرافق والخدمات
لا يوجد فيها خدمات كبيرة حيث لا يوجد فيها سوى مدرسة ابتدائية فقط.

## السكان
أهم عائلاتها هي منصور، وخيربيك، ومحمد، وحداد، ومقصود، وأسبر، وعبد الله، وإبراهيم، وكنجو.